# Chiesa di Saint-Hilaire le Grand
La chiesa di Saint-Hilaire le Grand è una chiesa cattolica di Poitiers, nel dipartimento della Vienne, dedicata a sant'Ilario di Poitiers.

## Storia
Nel 1840 è stata dichiarata Monumento storico di Francia e dal 1998 è anche classificata come Patrimonio dell'umanità dall'UNESCO, in quanto tappa del Cammino di Santiago di Compostela lungo la Via Turonensis.